# Johnathan Williams
Johnathan Lee Williams III (Memphis, 22 maggio 1995) è un cestista statunitense.